# Cantone di Avize
Il Cantone di Avize era una divisione amministrativa dell'arrondissement di Épernay.
È stato soppresso a seguito della riforma complessiva dei cantoni del 2014, che è entrata in vigore con le elezioni dipartimentali del 2015.
Era organizzato attorno al comune di Avize e comprendeva anche i comuni di:
- Brugny-Vaudancourt
- Chavot-Courcourt
- Cramant
- Cuis
- Flavigny
- Gionges
- Grauves
- Les Istres-et-Bury
- Mancy
- Le Mesnil-sur-Oger
- Monthelon
- Morangis
- Moslins
- Oger
- Oiry
- Plivot
- Villers-aux-Bois